# Діалектичний матеріалізм
 Матеріалісти́чна діале́ктика (діалекти́чний матеріалі́зм) — одна зі складових частин філософського вчення Карла Маркса та Фрідріха Енгельса — марксизму.
Маркс та Енгельс опираючись на німецьку класичну філософію (матеріалізм Людвіга Феєрбаха), англійську класичну політичну економію (Адама Сміта, Рікарда), французький утопічний соціалізм (Фур'є, Сен-Сімона) та діалектичну філософію Гегеля, створили вчення, яке поєднало діалектику та матеріалізм.
Термін «діалектичний матеріалізм» не використовувався ані Марксом (який говорив про свій «матеріалістичний метод»), ані Енгельсом (останній вживав термін «матеріалістична діалектика»). Уперше, ймовірно, був уведений в науковий обіг у 1887 році Йосифом Діцгеном, робітником-соціалістом, дописувачем Маркса. Подальше застосування терміна належить Леніну («Матеріалізм та емпіріокритицизм», 1908). Відштовхуючись від ідей Енгельса, він розвиває три головні теми: «матеріалістичне перевертання» гегелівської діалектики; історицизм етичних принципів, встановлених у боротьбі класів; збіг «законів розвитку» в фізиці (Гельмгольц), біології (Дарвін) та політичної економії (Маркс). Таким чином, Ленін займає позицію поміж марксизмом історицистським (Лабріола) та детерміністським, наближеним до «соціал-дарвінізму» (Каутський).
Після Жовтневої Революції радянська філософія поділяється між «діалектиками» (Деборін) та «механістами» (Бухарін). Суперечку припинила влада. Генеральний секретар ЦК КПРС Сталін опублікував у 1931 р. декрет, який ототожнював «діалектичний матеріалізм» з марксизмом-ленінізмом (див. книгу Рене Запати (René Zapata, «Філософські суперечки в СРСР 1922—1931 рр.», Париж, 1983). Ще через сім років у невеличкій книжечці «Діалектичний та історичний матеріалізм» (1938) Сталін кодифікує його зміст, перераховуючи «закони діалектики», «основу» певних наук і, зокрема, науки про історію, висуває апріорну гарантію їх узгодженості з «поняттям пролетарського світу».
Ця система, яка отримала назву підручника з «діамату», буде встановлена в інтелектуальному житті всіх соціалістичних країн, а також розповсюджена серед західних компартій (з більшою чи меншою згодою). Вона стане цементом для ідеології партії-держави та контролю за вченими (напр. справа Лисенка, досліджена Домініком Лекуром у кн. «Лисенко, справжня історія пролетарської науки», вид-во Масперо, 1976). Слід також внести деякі корективи у монолітний образ «діалектичного матеріалізму». По-перше, з 1937 р. в праці «Про суперечність» (видруковану в «Чотирьох філософських есеях», Пекін) Мао Цзедун, відкидаючи ідею про «закони діалектики», запропонував альтернативну концепцію, наполягаючи на ідеї складності протиріччя (згодом Альтюсер підхопить цю ідею у статті «Протиріччя та наддетермінація», у книзі «За Маркса» (1965)). По-друге, з «діалектичного матеріалізму» було утворене підґрунтя для розвитку історичної епістемології, далеко не позбавленої наукового значення: школа Геймонта в Італії (див. дослідження Андре Тозеля (André Tosel), «Людовико Геймонат (Geymonat) або боротьба за новий діалектичний матеріалізм» в кн. «Праксис. Нові засновки у марксистській філософії», Париж, 1984).